# Tempio di Xrobb l-Għaġin
Il tempio di Xrobb l-Għaġin è un tempio megalitico ubicato a Xrobb l-Għaġin, nei pressi di Marsa Scirocco.

## Storia e descrizione
Venne costruito tra il 3600 e il 3000 a.C.: alcuni ritrovamenti nell'area risalgono al 4000 a.C..
Il tempio venne identificato il 10 aprile 1913 dall'architetto Carmelo Rizzo insieme agli archeologi Themistocles Zammit e Albert Laferla: venne esplorato tra il dicembre 1914 e gennaio 1915; una seconda campagna di scavi si ebbe nel maggio 1915 condotta da Thomas Ashby, il quale descrisse accuratamente il sito. Tuttavia parte della struttura era già andata perduta a causa dell'erosione della costa. Vennero ritrovati anche alcuni reperti come dei contenitori in argilla, custoditi all'interno del Museo nazionale di archeologia della Valletta. Successivamente l'esatta posizione del tempio andò perduta e si ipotizzò che l'erosione costiera lo avesse completamente distrutto.
Fu nuovamente riscoperto tra il 2012 e il 2015 grazie alle indagini condotte da Ruben Paul Borg e Reuben Grima; in particolare alcuni pezzi di un muro di contenimento furono ritrovati lungo un canale che fiancheggiava il tempio: è probabile che il muro si però successivo e che sia stato realizzato utilizzando blocchi di pietra provenienti dal tempio.
Il tempio venne costruito su un terreno a forte pendenza che rese necessario la costruzione di una terrazza artificiale. Preceduto da un cortile lastricato, aveva l'ingresso posizionato in direzione sud-est: internamente era a due absidi con una nicchia centrale.